# Bicyclus acutus
Bicyclus acutus är en fjärilsart som beskrevs av Condamin 1965. Bicyclus acutus ingår i släktet Bicyclus och familjen praktfjärilar. Inga underarter finns listade i Catalogue of Life.